# Siarhiej Nawumczyk
Siarhiej Iosifawicz Nawumczyk (biał. Сяргей Іосіфавіч Навумчык, ros. Сергей Иосифович Наумчик, Siergiej Iosifowicz Naumczik; ur. 15 grudnia 1961 w Postawach) – białoruski dziennikarz i polityk, w latach 1990–1995 deputowany do Rady Najwyższej Białoruskiej SRR/Rady Najwyższej Republiki Białorusi XII kadencji; członek Opozycji BNF – frakcji parlamentarnej partii Białoruski Front Ludowy (Biełaruski Narodny Front), o charakterze antykomunistycznym i niepodległościowym; od 1996 roku na emigracji; od 1997 roku wiceprzewodniczący Rady Białoruskiej Republiki Ludowej.

## Życiorys

### Młodość
Urodził się 15 grudnia 1961 roku w Postawach, w obwodzie witebskim Białoruskiej SRR, ZSRR. Ukończył studia na Wydziale Dziennikarstwa Białoruskieo Uniwersytetu Państwowego. Po studiach odbył służbę w szeregach Armii Radzieckiej, pracował jako korespondent gazety „Witebski Raboczyj”, redaktor działu felietonów w republikańskim piśmie satyrycznym „Wożyk”, kierował agencją informacyjną „Pawiet”. Należał do witebskiej, nieformalnej organizacji „Suzorje”. Zajmował się wydawaniem samizdatu. W 1988 roku stał na czele grupy inicjatywnej protestującej przeciwko budowie elektrowni wodnej w Dyneburgu (według innego źródła i samego Nawumczyka: przeciwko budowie elektrowni atomowej w obwodzie witebskim).
Należał do KPZR. Pod wpływem idei białoruskiego odrodzenia narodowego przełomu lat 80. i 90. opuścił tę partię i wstąpił do Białoruskiego Frontu Ludowego.
Ma żonę i syna.

### Działalność parlamentarna
W 1990 roku został deputowanym ludowym do Rady Najwyższej Białoruskiej SRR z Witebskiego-Kolejowego Okręgu Wyborczego Nr 181. Na początku czerwca 1990 roku został jednym z koordynatorów Grupy Deputackiej BNF (od 16 lipca pod nazwą Opozycja BNF). Wchodził w skład trzech komisji parlamentarnych: Komisji Rady Najwyższej ds. Jawności, Środków Masowego Przekazu i Praw Człowieka, Czasowej Komisji Rady Najwyższej ds. Oceny Działalności Urzędników i Innych Osób Odpowiedzialnych w Związku z Likwidacją Skutków Awarii Elektrowni Atomowej w Czarnobylu oraz Komisji Konstytucyjnej. Był również członkiem tzw. Gabinetu Cieni Opozycji BNF. Kierował w nim Ministerstwem Informacji.
Wchodził w skład delegacji Opozycji BNF skierowanej na Litwę w czasie interwencji wojsk radzieckich w styczniu 1991 roku. Delegacja, w której skład wchodzili jeszcze Ihar Pyrch i Barys Giunter, wyraziła poparcie dla litewskich dążeń niepodległościowych. Nawumczyk wystąpił wówczas w Sejmie ze słowami solidarności.
Brał udział w opracowaniu i przyjęciu Deklaracji o Państwowej Suwerenności Białorusi, przygotowaniu projektów ustaw na nadzwyczajnej sesji Rady Najwyższej 24–25 sierpnia 1991 roku, w czasie której ogłoszono niepodległość Białorusi.
Współautor Koncepcji przejścia Białoruskiej SRR na gospodarkę rynkową (jesień 1990 r.), autor Koncepcji polityki informacyjnej Republiki Białorusi (wrzesień 1991 r.), współautor projektu Postanowienia Rady Najwyższej „O demonopolizacji środków masowego przekazu” (październik 1992 r.) i innych projektów ustaw. Uczestnik głodówki deputowanych Opozycji BNF 11–12 kwietnia 1995 roku w Sali Owalnej parlamentu, ogłoszonej na znak protestu przeciwko zainicjowanemu przez prezydenta Łukaszenkę referendum na temat wprowadzenia języka rosyjskiego jako drugiego języka państwowego, zmiany symboli państwowych Białorusi (biało-czerwono-białej flagi i herbu Pogoni) na symbole nawiązujące do radzieckich, integracji ekonomicznej z Federacją Rosyjską i prawa prezydenta do rozwiązywania parlamentu. W nocy z 11 na 12 kwietnia został razem z innymi protestującymi wywleczony siłą z sali parlamentu przez zamaskowanych funkcjonariuszy wojska i służb specjalnych, pobity, wepchnięty do samochodu, wywieziony, a następnie wyrzucony na ulicy w centrum Mińska. W dniach 13–14 kwietnia 1995 roku przygotowywał i przedstawiał stanowisko Opozycji BNF przed Sądem Konstytucyjnym, w procesie, w którym frakcja ta oskarżyła prezydenta Łukaszenkę o monopolizację środków masowego przekazu.

### Emigracja
W kwietniu 1996 roku Siarhiej Nawumczyk udał się na emigrację do Stanów Zjednoczonych. Był także faktycznym inicjatorem emigracji przewodniczącego BFL Zianona Pazniaka. Pod koniec 1996 roku otrzymał azyl polityczny w USA. Od 1997 roku pełni funkcję wiceprzewodniczącego Rady Białoruskiej Republiki Ludowej – emigracyjnego rządu białoruskiego państwa narodowego proklamowanego w 1918 roku. Od 1990 roku do chwili obecnej pracuje w Białoruskiej Sekcji Radia Swaboda. Według tego radia, białoruska straż graniczna ma polecenie zatrzymania go w przypadku, gdyby próbował wrócić na terytorium Białorusi.
Siarhiej Nawumczyk publikuje swoje artykuły i książki w Stanach Zjednoczonych, Niemczech, Federacji Rosyjskiej, Polsce, Ukrainie, Francji i Czechach.